# Popis predsjednika FIFA-e
Dolje je naveden popis predsjednika Fédération Internationale de Football Association-a (FIFA), najveće svjetske nogometne organizacije.

Pet od sedam predsjednika je umrlo tijekom obnašanja službe.
| #  | Slika                  | Ime                    | Nacionalnost | Mandat        |
| -- | ---------------------- | ---------------------- | ------------ | ------------- |
| 1. | Robert Guérin          | Robert Guérin          | Francuska    | 1904. – 1906. |
| 2. | Daniel Burley Woolfall | Daniel Burley Woolfall | Engleska     | 1906. – 1918. |
| 3. | Jules Rimet            | Jules Rimet            | Francuska    | 1921. – 1954. |
| 4. | Rodolphe Seeldrayers   | Rodolphe Seeldrayers   | Belgija      | 1954. – 1955. |
| 5. | Arthur Drewry          | Arthur Drewry          | Engleska     | 1955. – 1961. |
| 6. | Stanley Rous           | Stanley Rous           | Engleska     | 1961. – 1974. |
| 7. | João Havelange         | João Havelange         | Brazil       | 1974. – 1998. |
| 8. | Sepp Blatter           | Sepp Blatter           | Švicarska    | 1998. – 2016. |
| 9. | Gianni Infantino       | Gianni Infantino       | Švicarska    | 2016. – danas |